# Imamzadeh

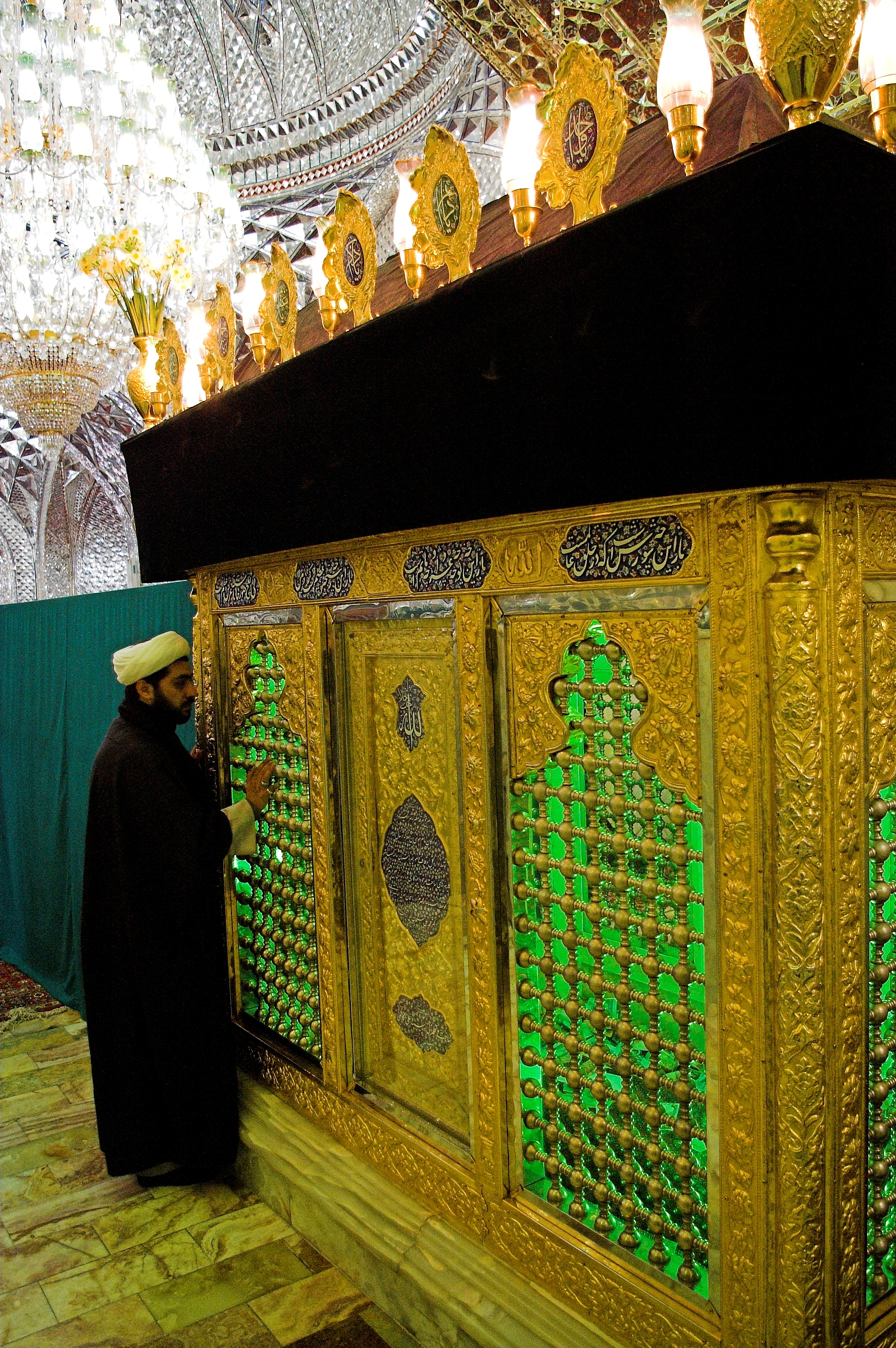
Un Mullah (chierico dell'Islam sciita) che prega all'Imāmzādeh Sayyid Hamzah, Tabriz.

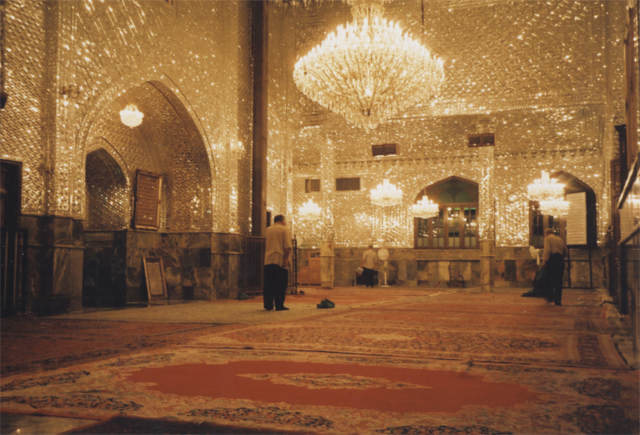
Gli interni di molti Imamzadeh sono ricoperti di specchi per creare una brillante esposizione di luce.

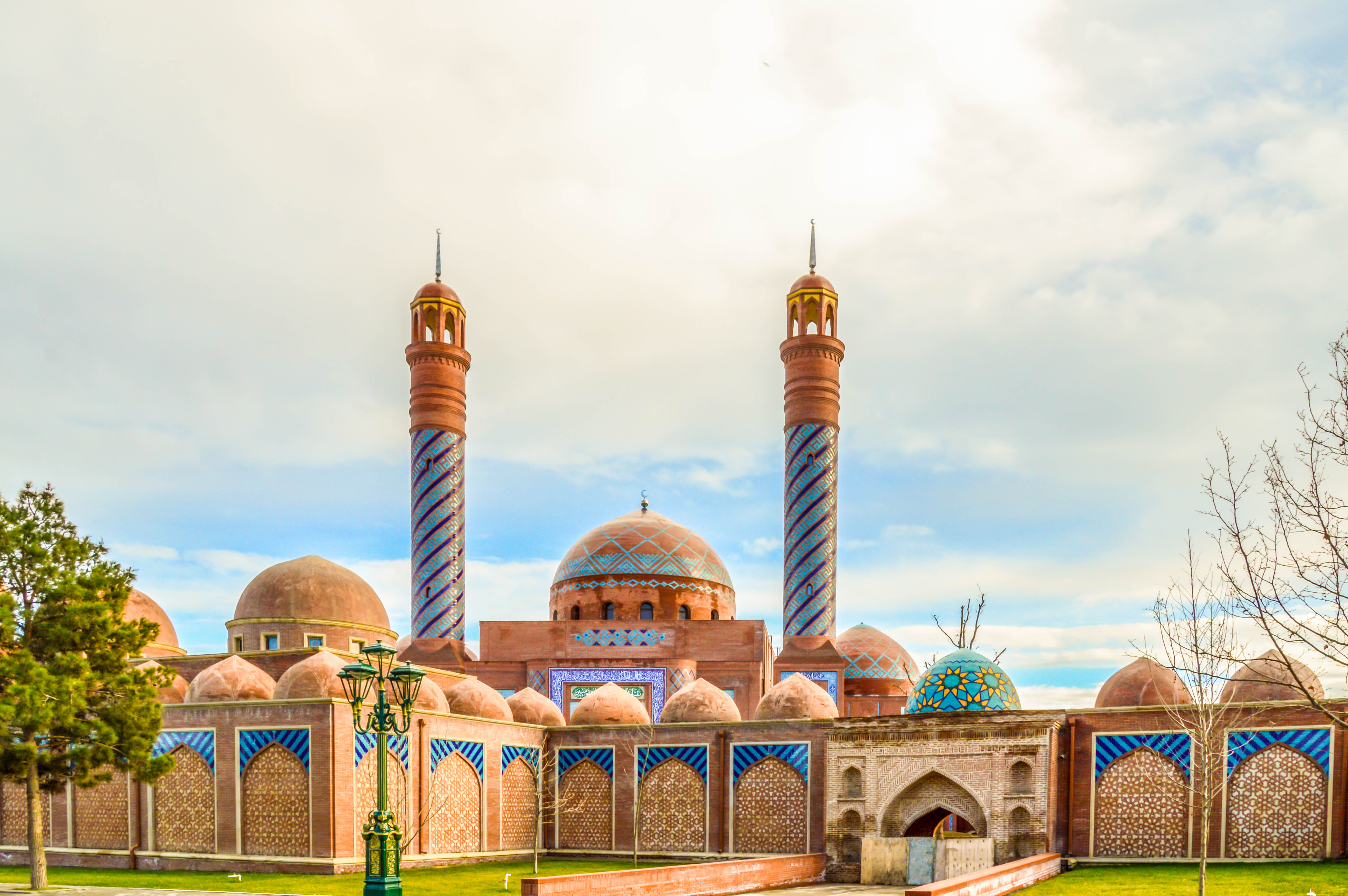
Imamzadeh a Ganja, Azerbaigian

Un imamzadeh (in persiano امامزاده‎, imāmzādeh) è nella lingua persiana un immediato discendente di un imam sciita. Questo termine persiano è usato anche in urdu e azero. Imamzadeh significa "progenie" o discendente di un imam. Gli imamzadeh sono fondamentalmente i Sayyd o Sayyed poiché discendono dagli Imam.
Imamzadeh è anche un termine per una tomba-santuario dei discendenti degli imam, che sono direttamente imparentati con Maometto. Questi santuari sono solo per i discendenti degli imam e non per gli imam stessi. Gli imamzadeh sono anche sayyid, sebbene non tutti i sayyid siano considerati imamzadeh. Queste tombe-santuario sono utilizzate come centri di devozione e pellegrinaggi sciiti. Si ritiene inoltre che queste tombe-santuario abbiano proprietà miracolose e la capacità di guarire. Molti di questi si trovano in Iraq, Medina, India e Iran.
Ci sono molti imamzadeh importanti. Due di questi sono Fātimah bint Mūsā, la sorella dell'Imam Ali al-Ridha, l'ottavo degli imam duodecimani, e Zaynab bint Ali, figlia di Ali, considerata dai musulmani sciiti la prima imam e dai musulmani sunniti come la quarta rashid. Gli imamzadeh non sono tradizionalmente donne.
Molte persone visitano gli imamzadeh che si trovano relativamente nelle vicinanze. Ci sono anche speciali ziyarat-nama (pellegrinaggi) per molti degli imamzadeh. Alcuni di questi pellegrinaggi avvengono anche annualmente e in un determinato periodo dell'anno.

## Imamzadeh
- Imamzadeh Hamzah, Tabriz
- Imamzadeh Hamzeh, Kashmar
- Imamzadeh Ja'far, Borujerd
- Imamzadeh Ja'far, Damghan
- Imamzadeh Ja'far, Isfahan
- Imamzadeh Saleh, Shemiran
- Imamzadeh Sultan Mutahhar
- Santuario Shah-Abdol-Azim
- Shah Cheragh
- Imamzadeh (Ganja)
- Imamzadeh Ahmad
- Mausoleo di Imamzadeh Esmaeil e Isaia
- Imamzadeh Haroun-e-Velayat
- Imamzadeh Mohammad
- Imamzadeh Seyed Morteza
- Imamzadeh Shah Zeyd
- Imamzade Hossein, Qazvin
- Imamzadeh Ali Ebn-e Hamze

## L'influenza degli Imamzadeh nella cultura popolare iraniana
Gli imamzadeh erano così influenti che alcune città o parti di città hanno preso il nome dagli Imamzadeh che vi sono sepolti, ad esempio Torbat-e Heydarieh, Astaneh-ye Ashrafiyeh a Gilan, Astaneh vicino Arak e Shahreza.